# Parc de Nelson Mandela
Parc de Nelson Mandela är en park i Spanien.   Den ligger i provinsen Província de Barcelona och regionen Katalonien, i den östra delen av landet, 500 km öster om huvudstaden Madrid. Parc de Nelson Mandela ligger 53 meter över havet.
Terrängen runt Parc de Nelson Mandela är platt söderut, men åt nordväst är den kuperad. Havet är nära Parc de Nelson Mandela åt sydost.  Närmaste större samhälle är Barcelona, 10,0 km sydväst om Parc de Nelson Mandela. Runt Parc de Nelson Mandela är det i huvudsak tätbebyggt.